# 福島市立渡利中学校
福島市立渡利中学校（ふくしましりつ わたり ちゅうがっこう）は、福島県福島市にある公立中学校である。

## 概要
福島市街地南東部の渡利地区を通学区域とし、弁天山北側の住宅地に位置する。2020年5月1日現在、11学級315名の児童が在籍する。

## 沿革
- 1947年
  - 4月 - 学校教育法が施行され福島市立渡利中学校として創立される（当時は福島市立渡利小学校に併設されていた）。初代校長は斎藤三四郎
  - 5月 - 4学級編成にて開校
- 1949年
  - 4月 - 第2代校長に樋口亨着任
  - 12月 - 二階建て2教室増築
- 1950年
  - 10月 - 二階建て2教室増築
- 1953年
  - 4月 - 第3代校長に高橋義孝着任
  - 6月 - 福島市立渡利小学校現地校地に移転
- 1954年
  - 4月 - 福島市立渡利小学校校地を本校校地とする
- 1956年
  - 5月 - 平屋2教室、宿直室、用務員室、非常階段、昇降口完成
- 1957年
  - 4月 - 第4代校長に佐藤正義着任
  - 10月 - 創立10周年記念園造成
- 1959年
  - 4月 - 水道施設完成
  - 10月 - 東(校庭の東)つつじ園完成
- 1961年
  - 3月 - 体育館完成
- 1962年
  - 2月 - 二階建て2教室、西渡り廊下完成
- 1964年
  - 4月 - 第5代校長に関根貞三着任
- 1967年
  - 4月 - 第6代校長に清野清蔵着任
- 1968年
  - 4月 - 9学級編成、県学校体育研究指定(2カ年)
- 1970年
  - 4月 - 第7代校長に深澤喜一着任
  - 9月 - 応援歌制定
- 1971年
  - 4月 - 福島市道徳教育研究指定(3カ年)
- 1972年
  - 12月17日 - 校内で火災が発生、野球部室が火元と見られる
  - 12月19日 - 福島県立福島中央高等学校の10教室を借用して授業を再開
- 1973年
  - 4月 - 第8代校長に小野弘三着任
  - 10月 - 技術科室(プレハブ2教室)完成
- 1974年
  - 5月 - 渡利中学校建築起工式
  - 12月 - 新校舎(第一期工事)完成、移転開校式
- 1975年
  - 2月 - 特別教室(第二期工事)完成
- 1976年
  - 1月 - 体育館完成
  - 2月2日 - LL教室完成
  - 2月20日 - 体育館どんちょう、暗幕設備設置
  - 2月28日 - 野球バックネット完成
  - 3月 - 校舎落成式
  - 4月 - 第9代校長に丹治和一着任
- 1987年
  - 2月23日 - RC造三階建の校舎が竣工する。
- 2022年
  - 9月4日 - 吹奏楽部が第65回東北吹奏楽コンクール小編成の部で金賞を受賞し、東日本学校吹奏楽大会に出場[2]。

## 教育方針
教育目標
- 自己をみがき　みんなのために役立とう　　自主的に　誠実に　健康に

## 学校行事
| - 4月 - 5月 - 6月 | - 7月 - 8月 - 9月 | - 10月 - 11月 - 12月 | - 1月 - 2月 - 3月 |

## 生徒会活動・部活動など
部活動
- 野球部
- 吹奏楽部
- 卓球部
- 剣道部
- 情報科学部(令和三年度より募集停止)
- 陸上競技部
- サッカー部
- バレーボール部
- バスケットボール部
- ソフトボール部
- 美術部

生徒会活動
- 生徒会本部
- 代議委員会
- 規律委員会
- 美化委員会
- 学習委員会
- 報道委員会
- 放送委員会
- 保健委員会
- 運動委員会
- JRC委員会
- 応援団(前期のみの活動)

## 通学区域[3]
- - 渡利
  - 小倉寺
  - 南向台
  - 立子山

## 進学前小学校[4]
- 福島市立渡利小学校
- 福島市立南向台小学校
- 福島市立立子山小学校

## 学区内の主な施設
- 福島県立福島南高等学校
- 福島市渡利学習センター
- わたり病院
- 花見山公園
- 弁天山公園
- いちい渡利店

## 交通
- JR福島駅より福島交通路線バス渡利方面行渡利中前停留所下車、徒歩1分[5]。